# ニコラ・デッスム
ニコラ・デッスム（Nicolas Dessum、1977年2月20日 - ）は、フランス、ローヌ県リヨン出身の元スキージャンプ選手。1990年代中盤から2000年代中盤にかけて活躍、冬季オリンピックに3度出場した。

## プロフィール
デッスムは1983年にスキージャンプを始め、1993年12月11日にプラニツァ（スロベニア）でのノーマルヒルでスキージャンプ・ワールドカップにデビューし、23位となった。1週間後の12月17日には地元クーシュベルのラージヒルで4位に入賞した。
1月のノルディックスキージュニア世界選手権では個人戦で銀メダルを獲得、続くリレハンメルオリンピック代表にも選ばれ団体6位、個人ラージヒル21位、個人ノーマルヒル14位となった。
翌1994-1995シーズンは1月22日に札幌のラージヒルでワールドカップ初勝利（唯一の勝利でもある）するなど総合でも自己最高位となる12位となった。
1998年長野オリンピックではノーマルヒル、ラージヒルとも16位。2002年ソルトレイクシティオリンピックではノーマルヒル22位、ラージヒル23位、団体10位となった。
2006年のサマーシーズン中に現役を引退、2007年からはクーシュベルでトレーナーとして働いている。